# Cooperativă
O cooperativă este o organizație de afaceri deținută și operată de un grup de indivizi pentru propriul lor beneficiu.
Cooperativele sunt definite de Alianța Internațională a Cooperativelor.